# Anita Huffington

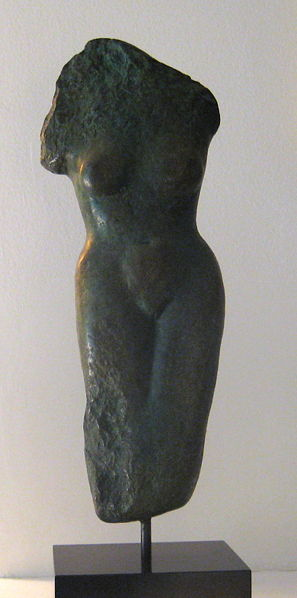
La Mediterranee, 1998

Anita Huffington (* 25. Dezember 1934 in Baltimore, Maryland; † 15. März 2025 in Arkansas) war eine US-amerikanische Bildhauerin.

## Leben
Anita Huffington kam 1954 nach New York City um unter Martha Graham Tanz und Modern Dance zu studieren. Zusammen mit Franz Kline und Mary Frank, Ehefrau von Robert Frank, einer der führenden Vertretern des abstrakten Expressionismus, teilte sie eine Wohnung. Später studierte Huffington an der University of North Carolina, am Bennington College und an der University of South Florida. Sie erhielt einen BA und einen MFA von der City College of New York.
In der Mitte der 1970er Jahre reiste sie zusammen mit ihrem Ehemann, Hank Sutter, durch die Vereinigten Staaten. In der Nähe von Fayetteville kauften sie eine Blockhütte in den Wäldern des Arkansas. Dort richtete sie sich ein Atelier ein und widmete sich ganz der Bildhauerei.

### Auszeichnungen und Stipendien
- 1992  Stipendium von der Arkansas Arts Council
- 1996  La Napoule Art Foundation Residency, Frankreich
- 1997  Jimmy Ernst Award
- 1997 The American Academy of Arts and Letters, New York
- 2005  Governor's Arts Awards, Individual Artist Award